# 卡阿胡玛努
卡阿胡玛努（1768年3月17日—1832年6月5日），夏威夷王國王后和库希纳努伊（相当于首相或摄政）。

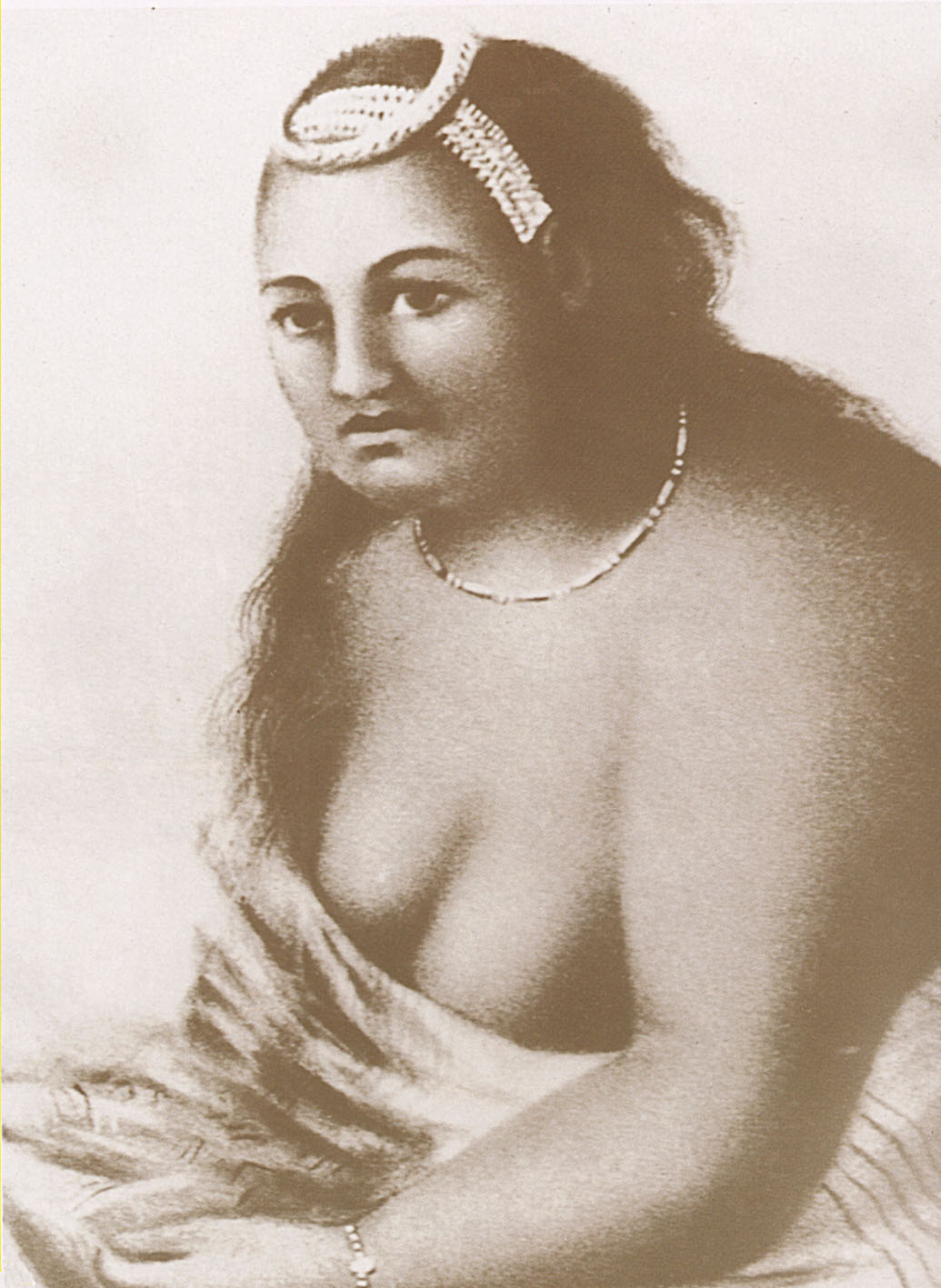
卡阿胡玛努

她是夏威夷王國建立者卡美哈梅哈一世的妻子之一，曾協助夏威夷的統一。卡美哈梅哈一世逝世之後，王子利霍利霍繼位，成為卡美哈梅哈二世，卡阿胡玛努成為王國的共治者。執政期間，與卡美哈梅哈二世的生母凯欧普乌欧拉尼一起廢除了許多傳統的禁忌（卡普）。1825年，皈依新教，取教名伊丽莎白，不過她一直排斥天主教會的勢力。這項政策直到後來的卡美哈梅哈三世在位期間仍被延續。
卡阿胡玛努與卡美哈梅哈二世之間一直是政敵，1821年，因考艾島统治者考穆阿利伊對國王無禮，卡阿胡玛努用计谋綁架考穆阿利伊，並強迫他娶她為妻。后来，卡阿胡玛努在政治上失勢。